# Уотъртън Лейкс (национален парк)
Уотъртън Лейкс (на английски: Waterton Lakes National Park) е национален парк на Канада, създаден през 1895 г. с площ от 505 км2. Разположен е в югозападната част на провинция Албърта, на границата между Канада и Съединените щати. През 1932 г. е обединен с американския национален парк Глейшър (национален парк)Глейшър в Монтана, за да образуват заедно първият международен парк в Света. През 1995 г. двата парка са обявени за обект на Световното наследство.
Паркът осигурява на посетителите места за къмпингуване през всички сезони, както и достъп с автомобил.
Районът на парка, част от традиционната родина на чернокраките е посетен за първи път от Томас Блекистън през 1858 г. Той кръщава езерата в парка Уотъртън в чест на британски натуралист.
Релефът на парка е изключително разнообразен. Вълнообразните хълмове на прерията бързо преминават във високи планини с върхове извисяващи се на 3000 м, които предлагат изключителна ледена и алпийска природа. Трите езера Уотъртън се простират между две планински вериги, достигайки на дълбочина до 150 м. Тъй като парка обхваща, както прерията, така и високите планини се среща голямо разнообразие от растения и животни. В прерията се срещат антилопи и койоти, а във височините бродят планински кози и овце, мечки гризли и мармоти.